# Victor Galeone
Victor Benito Galeone (ur. 13 września 1935 w Filadelfii, Pensylwania, zm. 29 maja 2023 w Catonsville) – amerykański duchowny katolicki, biskup Saint Augustine w latach 2001-2011.

## Życiorys
Do kapłaństwa przygotowywał się w Catonsville, a także w Rzymie, gdzie na Uniwersytecie Gregoriańskim uzyskał licencjat z teologii. W Wiecznym Mieście otrzymał 18 grudnia 1960 święcenia kapłańskie i inkardynowany został do archidiecezji Baltimore. Pracował m.in. jako wykładowca seminaryjny, misjonarz w Peru (przez 11 lat) i członek archidiecezjalnego kolegium konsultorów. Od 1995 nosił tytuł prałata.
26 czerwca 2001 papież Jan Paweł II mianował go ordynariuszem diecezji Saint Augustine na Florydzie. Sakry udzielił mu metropolita John Favalora. 27 kwietnia 2011 przeszedł na emeryturę.